# Krasna Zorea, Perevalsk
Krasna Zorea (în ucraineană Красна Зоря) este un sat în comuna Maloivanivka din raionul Perevalsk, regiunea Luhansk, Ucraina.

## Demografie
Componența lingvistică a localității Krasna Zorea
     Ucraineană (90,32%)
     Rusă (9,68%)
Conform recensământului din 2001, majoritatea populației localității Krasna Zorea era vorbitoare de ucraineană (90,32%), existând în minoritate și vorbitori de rusă (9,68%).